# Плутоний-239
Плуто́ний-239 (англ. plutonium-239) — радиоактивный нуклид химического элемента плутония с атомным номером 94 и массовым числом 239. Иногда считается входящим в радиоактивное семейство 4n+3, называемое рядом актиния (хотя обычно этот ряд считают начинающимся с природного урана-235, который и возникает при распаде практически отсутствующего в природе плутония-239). Был открыт в 1941 году Гленом Сиборгом, Джозефом Кеннеди, Артуром Валем и Эмилио Сегре.
В природе встречается в чрезвычайно малых количествах в урановых рудах. Радиогенный плутоний-239 образуется из урана-238 при захвате нейтронов, возникающих при спонтанном делении урана (235U и 238U) и в результате реакций (α, n) на лёгких элементах, входящих в состав руд; еще одним источником нейтронов является космическое излучение.
Активность одного грамма этого нуклида составляет приблизительно 2,3 ГБк.

## Образование и распад
Плутоний-239 образуется в результате следующих распадов:
- β−-распад нуклида 239Np (период полураспада составляет 2,356(3)[2] суток):

{\displaystyle \mathrm {^{239}_{93}Np} \rightarrow \mathrm {^{239}_{94}Pu} +e^{-}+{\bar {\nu }}_{e};}
- e-захват, осуществляемый нуклидом 239Am (период полураспада составляет 11,9(1)[2] ч):

{\displaystyle \mathrm {^{239}_{95}Am} +e^{-}\rightarrow \mathrm {^{239}_{94}Pu} +{\bar {\nu }}_{e};}
- α-распад нуклида 243Cm (период полураспада составляет 29,1(1)[2] лет):

{\displaystyle \mathrm {^{243}_{96}Cm} \rightarrow \mathrm {^{239}_{94}Pu} +\mathrm {^{4}_{2}He} .}
Распад плутония-239 происходит по следующим направлениям:
- α-распад в 235U (вероятность 100 %[2], энергия распада 5 244,51(21) кэВ[1]):

{\displaystyle \mathrm {^{239}_{94}Pu} \rightarrow \mathrm {^{235}_{92}U} +\mathrm {^{4}_{2}He} ;}
энергия испускаемых α-частиц
5 105,5 кэВ (в 11,94 % случаев);
5 144,3 кэВ (в 17,11 % случаев);
5 156,59 кэВ (в 70,77 % случаев).
- Спонтанное деление (вероятность 3,1(6)⋅10−10 %)[2];

## Получение
Плутоний-239 образуется в любом ядерном реакторе, работающем на природном или малообогащённом уране, содержащем в основном изотоп 238U, при захвате этим изотопом избыточных нейтронов. При этом происходят следующая последовательность ядерных реакций и радиоактивных распадов:
{\displaystyle n+{\ce {{}^{238}_{92}U -> {}^{239}_{92}U}}+\gamma ;}
{\displaystyle {\ce {{}^{239}_{92}U ->[\beta] {}^{239}_{93}Np}}+e^{-}+{\bar {\nu }}_{e};}
{\displaystyle {\ce {{}^{239}_{93}Np ->[\beta] {}^{239}_{94}Pu}}+e^{-}+{\bar {\nu }}_{e}.}
Для промышленного выделения плутония-239 из облученного ядерного топлива используют пьюрекс-процесс.

## Изомеры
Известен единственный изомер 239mPu со следующими характеристиками:
- Избыток массы: 48 981,5(18) кэВ
- Энергия возбуждения: 391,584(3) кэВ
- Период полураспада: 193(4) нc
- Спин и чётность ядра: 7/2−

Распад изомерного состояния осуществляется путём изомерного перехода в основное состояние.

## Применение
Плутоний-239 используют:
- в качестве ядерного топлива в ядерных реакторах на тепловых и особенно на быстрых нейтронах;
- при изготовлении ядерного оружия (критическая масса для голого шара из металлического 239Pu составляет примерно 10 кг, для шара в водяном отражателе примерно 5,2 кг[7]);
- используется в качестве исходного вещества для получения трансплутониевых элементов.